# Joseph Salemi
Joseph 'Pete' Salemi (Corleone, 15 september 1902 – 17 januari 2003) was een Amerikaans jazztrombonist.
Salemi was de jongste telg in een gezin van vier kinderen. Op veertienjarige leeftijd ging hij met zijn vader naar Amerika. Als trombonist begeleidde hij onder anderen Frank Sinatra en Judy Garland. Daarnaast deed hij opnamewerk met het orkest van Gene Kardos in 1931. Salemi speelde ook in verschillende andere bigbands. Hij was als muzikant van de partij bij de inauguraties van de presidenten Harry Truman (1945) en Dwight Eisenhower (1953).